# 罗特河 (巴伐利亚州)
48°26′39.5″N 10°9′17″E / 48.444306°N 10.15472°E
羅特河（德語：Roth），是德國的河流，位於該國東南部，由巴伐利亞負責管轄，屬於多瑙河的右支流，河道全長55公里，流域面積211平方公里，河口處在內辛根附近。